# Isotoma anglicana
Isotoma anglicana (лат.) — вид коллембол рода Isotoma из семейства изотомид (Isotomidae). Палеарктика.

## Описание
Мелкие коллемболы (2—3 мм). Эвритопный вид, который предпочитает сухие открытые биотопы. Обнаружен в различных вариантах лесов (избегает горных), урбосреде, степных и лугово- степных биоценозах, а также на пашне. Живёт в подстилке, почве, а также среди травянистой растительности. Массовый в открытых биотопах, урботопах и редкий в лесах.

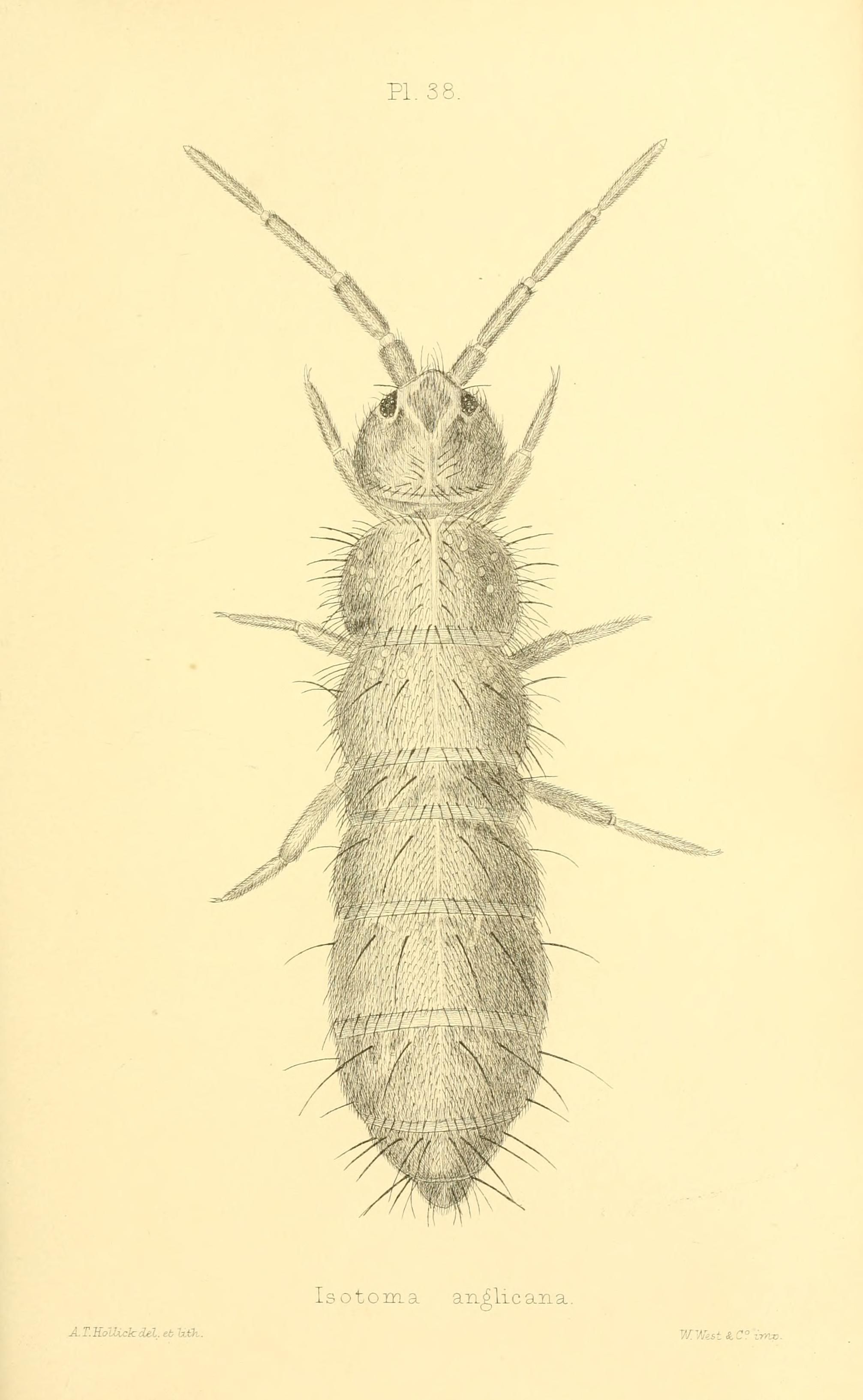
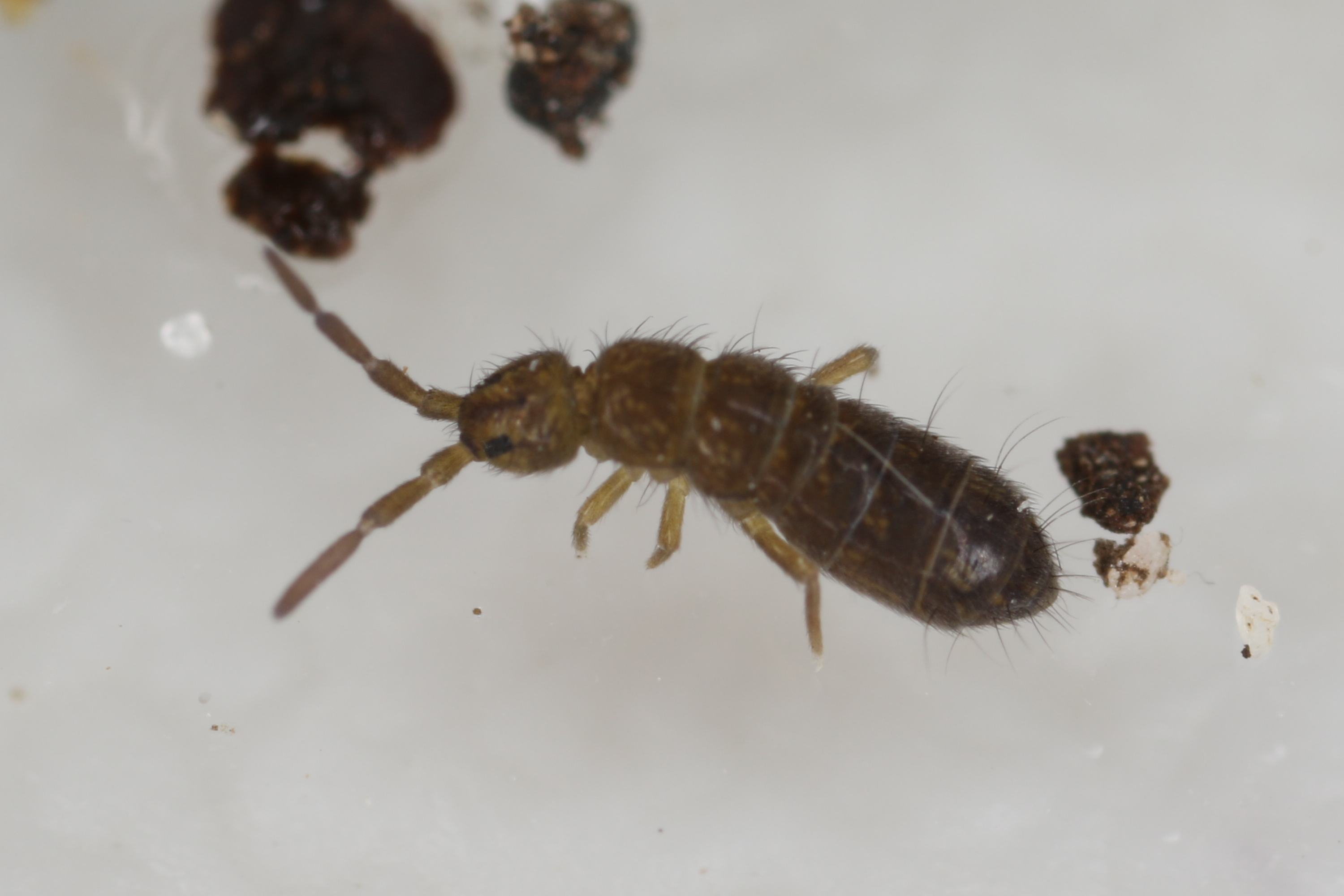